# Идукки
Идукки (малаял. ഇടുക്കി ജില്ല; англ. Idukki) — округ в индийском штате Керала. Административный центр — город Пайнаву.

## История
Образован 26 января 1972 года.

## География
Площадь округа — 4479 км².

## Демография
По данным всеиндийской переписи 2001 года население округа составляло 1 128 605 человек. Уровень грамотности взрослого населения составлял 88,7 %, что значительно выше среднеиндийского уровня (59,5 %). Доля городского населения составляла 5,1 %.

## Галерея

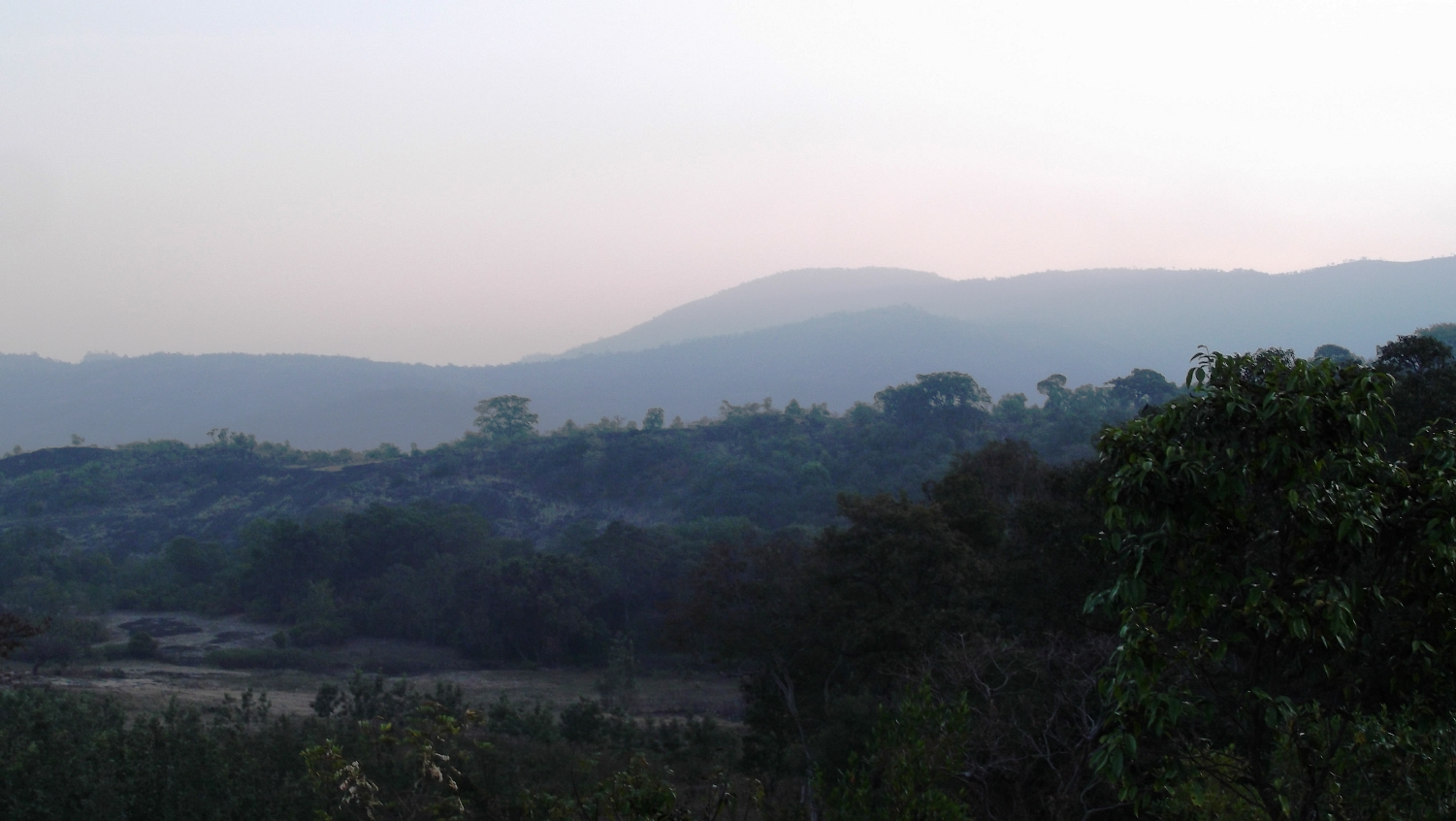
Рассвет в округе Идукки
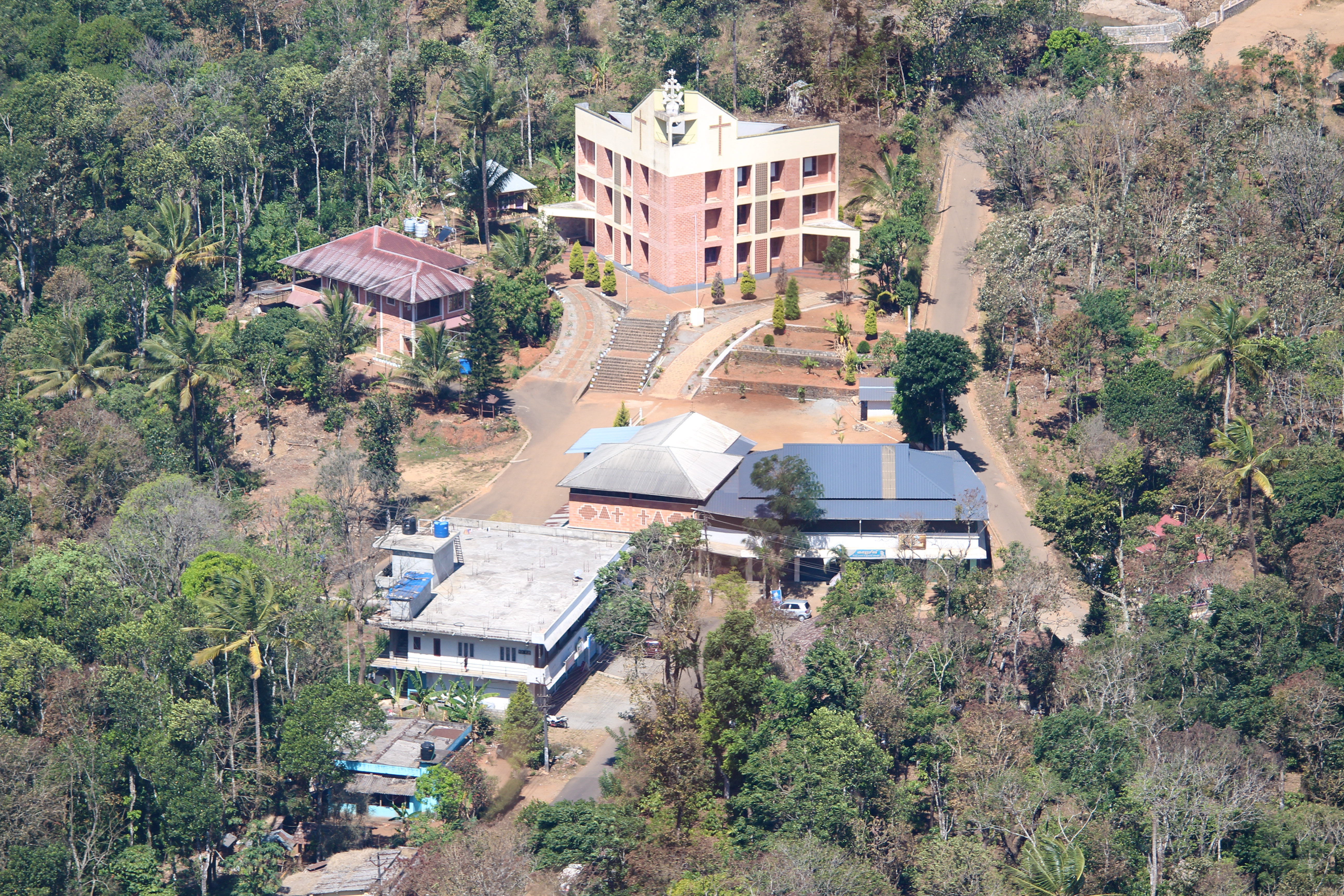
Школа в Идукки